# Adrien Douady
Pour les articles homonymes, voir Douady.
Adrien Douady, né le 25 septembre 1935 à La Tronche (Isère) et mort le 2 novembre 2006 à Saint-Raphaël, est un mathématicien français.
Sa production mathématique fait de lui l’« un des grands mathématiciens français du XXe siècle »,,. Sa thèse, sous la direction de Henri Cartan porte sur une question de géométrie analytique complexe ouverte par Alexandre Grothendieck qu'il résout définitivement dans un article de 1966. Ces travaux l'amènent à étudier la dynamique des polynômes complexes et à prolonger les œuvres de Pierre Fatou et Gaston Julia sur l'itération dans le domaine complexe.
Pour Jean-Christophe Yoccoz, Adrien Douady marque son époque par son rôle d’accoucheur d’idées. Ce mathématicien indique que Douady l'a beaucoup aidé à éclaircir sa pensée. Célèbre pour sa collection de contre-exemples remarquables, Adrien Douady guide et assiste la communauté mathématique et nombreux sont ceux qui estiment qu’il a eu une influence forte sur leurs travaux.
Ancien élève de l’École normale supérieure (1954-1958), Adrien Douady poursuit une carrière universitaire, d'abord à Nice puis à Orsay où il termine sa carrière comme professeur émérite. S'il laisse l'image d'un professeur haut en couleur, c'est surtout la nature de son enseignement qui le caractérise : « Si je me souviens si bien de son cours après toutes ces années, ce n’est pas parce qu’il venait pieds nus dans l’amphi, mais à cause de la façon si singulière qu’il avait de faire des mathématiques. [...] Avec lui j’ai compris ce que veut dire comprendre. Pour lui quelque chose était compris quand cela se mettait à aller de soi, à couler de source : il comprenait avec son corps. »

## Chercheur
Il est le fils du médecin Daniel Douady.
Lauréat du prix Ampère (1988) et membre correspondant de l'Académie des sciences (1997), Adrien Douady est l'auteur d'une production scientifique vaste et variée : topologie différentielle, théorie de Galois, analyse fonctionnelle ou encore systèmes dynamiques. Son thème de prédilection reste toutefois les nombres complexes.
Ce thème de prédilection apparaît dès sa thèse, à l'origine de la notion d'espace analytique banachique. On y trouve déjà les éléments caractéristiques du chercheur. Tout d'abord, Adrien Douady est un « tombeur de problèmes » : « Le résultat spectaculaire de Douady est la réponse affirmative à une conjecture de A. Grothendieck, énoncée quelques années auparavant au Séminaire H. Cartan, concernant l’existence d’un espace analogue au schéma de Hilbert »[pas clair]. Ces travaux sont complétés par une autre question, encore plus difficile et aussi posée par A. Grothendieck sur l'existence d'espace de modules local, définitivement résolue par A. Douady en 1974 On trouve dans sa thèse son humour non conformiste. On retrouve enfin son style caractéristique : « Le style de rédaction de la thèse – inspiré certainement en partie par celui de N. Bourbaki – est d’une clarté et d’une précision exemplaires ».

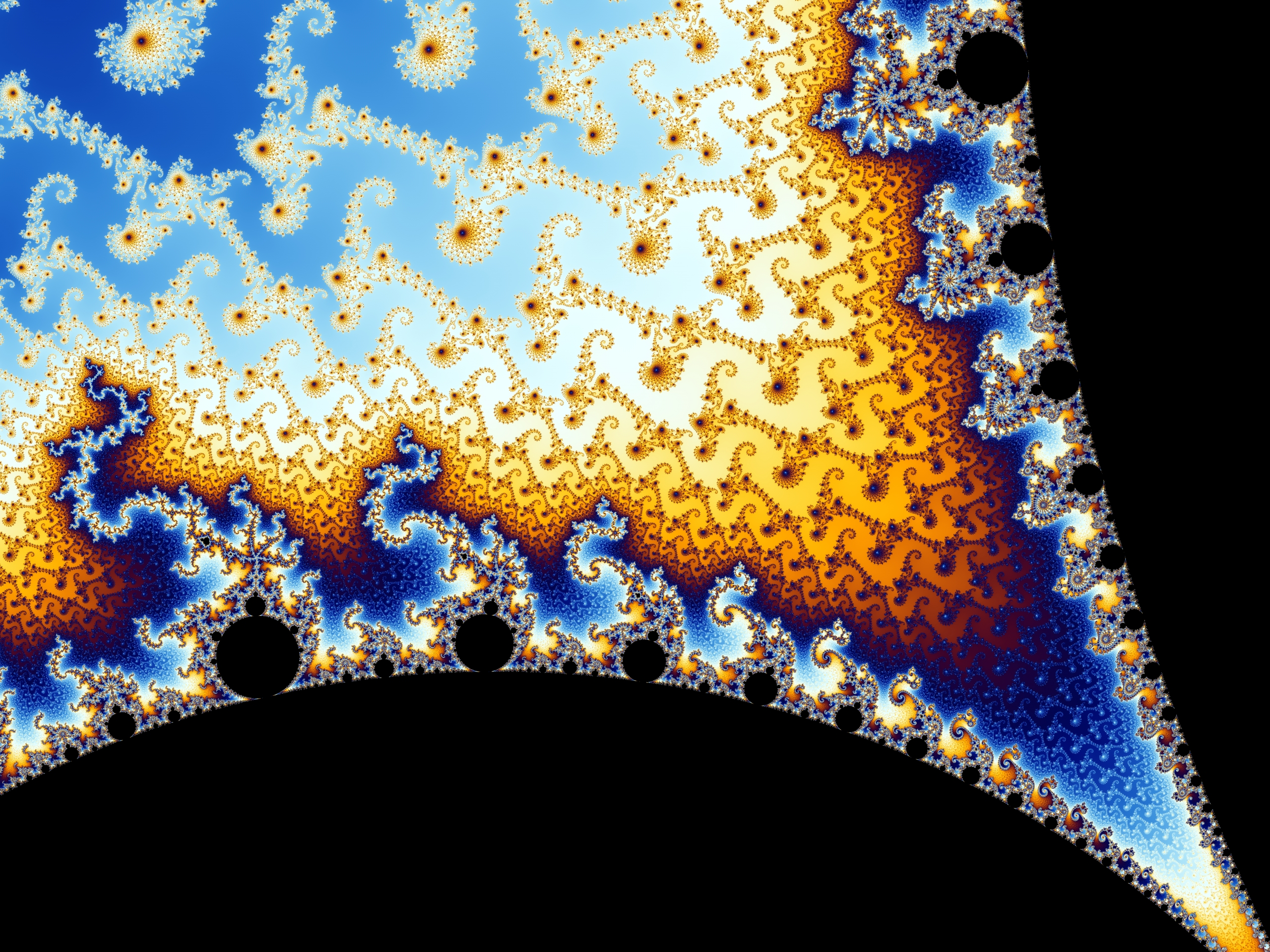
L'analyse de certains détails de l'ensemble de Mandelbrot n'illustre pas de manière intuitive la conjecture MLC.

À partir des années 1980, le chercheur se concentre sur un sujet qui devient rapidement médiatique : le chaos et les systèmes dynamiques. Il travaille sur les ensembles de Julia et devient probablement le meilleur spécialiste d'une fractale, définie par Julia et Fatou et qu'il baptise ensemble de Mandelbrot. La question posée s'exprime d'une manière simple : que peut-on dire des suites récurrentes (c'est-à-dire vérifiant une relation xn+1 = f(xn)) définies par un polynôme souvent du second degré et à coefficients complexes ? Le développement informatique permet alors de représenter ces ensembles. Benoît Mandelbrot, un mathématicien travaillant chez IBM, popularise ces représentations. Établir une théorie sur ces phénomènes s'avère ardu. Adrien Douady transfère les techniques développées dans sa thèse pour établir les prolégomènes d'une théorie et J. Hubbard précise : « ce n’est pas par hasard que dans son étude des systèmes dynamiques ce sont toujours la déformation des systèmes et la géométrie des espaces de modules qui sont au centre de ses préoccupations ». Ces méthodes permettent de venir à bout d'une partie d'un résultat fondamental : la conjecture MLC, qui indique que l'ensemble de Mandelbrot est localement connexe.
L'influence d'Adrien Douady dans ce domaine ne se limite pas à ses découvertes. Il propose un vaste programme de recherche, parfois appelé plan Douady et dont l'objectif est la démonstration d'une conjecture difficile, celle de l'existence d'un ensemble de Julia d'aire strictement positive. Ce plan est maintenant finalisé par ses élèves. Pour Jean-Pierre Kahane, Douady « ... contribue à l'audience internationale de la France dans les domaines des systèmes dynamiques et des applications conformes »

## Pédagogue
La fonction d'enseignant occupe une large place dans la vie d'Adrien Douady. Il obtient l'agrégation de mathématiques en 1957. D'abord agrégé préparateur (1958-1965) à l'École normale supérieure, il devient professeur à l'université de Nice (1965-1970), puis à Orsay (1970-2006). Il finit sa carrière avec le grade professeur émérite à partir de 2001. Ces fonctions le conduisent à enseigner dans divers hauts lieux mathématiques, comme l'École normale supérieure (1982-1986), l'École polytechnique (1965-1966), Princeton (1957-1958), Berkeley (1968), Harvard (1975), Cornell (1979).

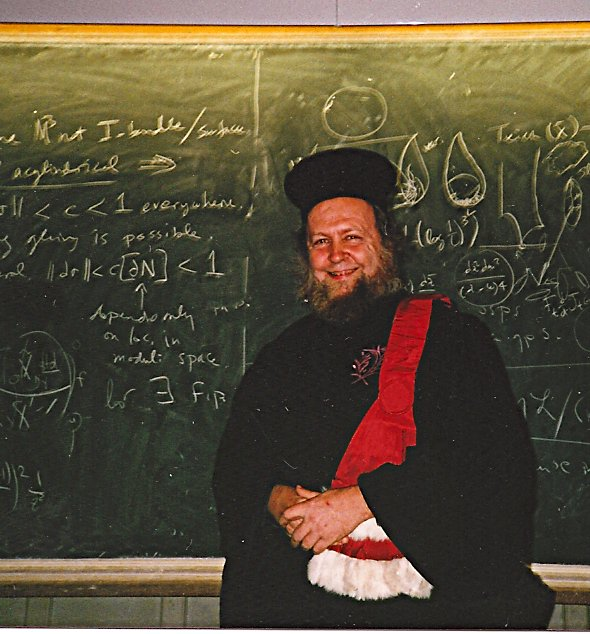
Adrien Douady en toge académique en mai 1988.

Adrien Douady est un professeur haut en couleur, un élève dit de lui : « il occupait toute la scène, avec ses bottes et sa chemise de bûcheron largement ouverte sur sa poitrine couverte par sa barbe fournie ». Parfois, il n'hésite pas à pousser plus loin la mise en scène : « À une autre occasion, juste avant un exposé (celui de Milnor je crois), un monsieur habillé en toge académique est tout à coup apparu devant nous et commença à annoncer l’exposé avec un anglais fort accentué. Ça nous a pris plusieurs secondes avant de réaliser que c’était Adrien sous ce costume. L’ambiance de la salle fut électrique. ».
Le style écrit de ce mathématicien est imprégné de celui du collectif de mathématiciens connu sous le nom de Nicolas Bourbaki. Héritier d'Henri Cartan, Douady prône la précision et la concision. John H. Hubbard un de ses nombreux élèves explique à propos de sa thèse qu'Adrien l'a faite réécrire dix fois. Précision et concision sont pour ce mathématicien une manière de mettre en avant la simplicité des idées sous-jacentes. Cet idéal l'amène à réécrire certaines preuves : « Il avait souvent une démonstration originale, élégante et claire de résultats réputés difficiles ». Cette influence de Bourbaki sert les mêmes objectifs : « Il ne s’agissait pas de se gargariser de jargon ou de s’amuser à naviguer dans les concepts abstraits gratuits, mais de faire vivre ce lien essentiel et à double sens entre le concret et l’abstrait ».

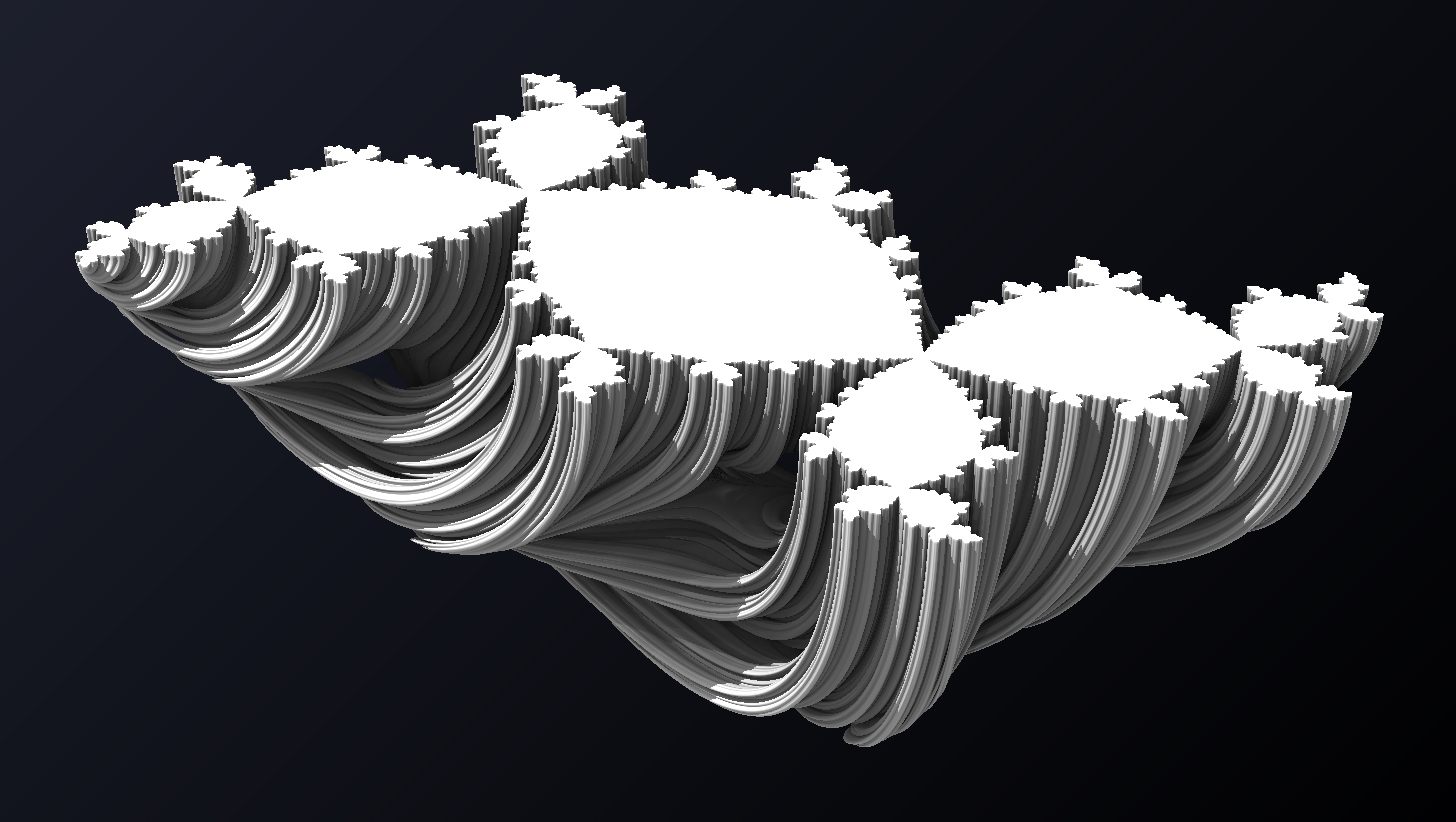
Le lapin de Douady, la figure fractale sujet du film La Dynamique du lapin.

Si le style écrit est concis et rigoureux, son enseignement oral s'enrichit d'une dimension métaphorique et imagée : « Il expliquait que le produit de convolution de deux fonctions était un barycentre qui consistait à prendre des moyennes, comme lorsque l’on superpose des photos un peu floues qui finissent par donner une image nette. ... . Je revois Adrien réfléchir et illustrer ses propos au tableau avec des modèles et des figures très simples qui rendaient les estimations miraculeusement explicites ».
Son enseignement dépasse le cadre de l'université et des étudiants de troisième cycle. À l'instar de sa femme Régine, dont c'est l'activité professionnelle principale, Adrien Douady propage les mathématiques auprès d'un public de tous niveaux. En 1996, avec François Tisseyre et Dan Sorensen, il réalise un court métrage : La Dynamique du lapin, qui vulgarise ses recherches et vise à initier de manière efficace à la dynamique homomorphe. Ce documentaire reçoit le Grand prix Investigation au festival du film de chercheur en 1997 ainsi que le Vinci d'excellence du prix LVMH : sciences pour l'art la même année. Il est le directeur scientifique de l'exposition de F. Tisseyre Un monde fractal qui, pendant sept ans fait le tour du monde : « Adrien accompagne l’exposition, donne des conférences au Royaume-Uni, au Canada, en Suède, en Finlande, au Sénégal, en Turquie, en Inde,... en France, devant des publics qui s’étendent des lycéens aux chercheurs les plus spécialisés de sa discipline ».

## Carrière mathématique

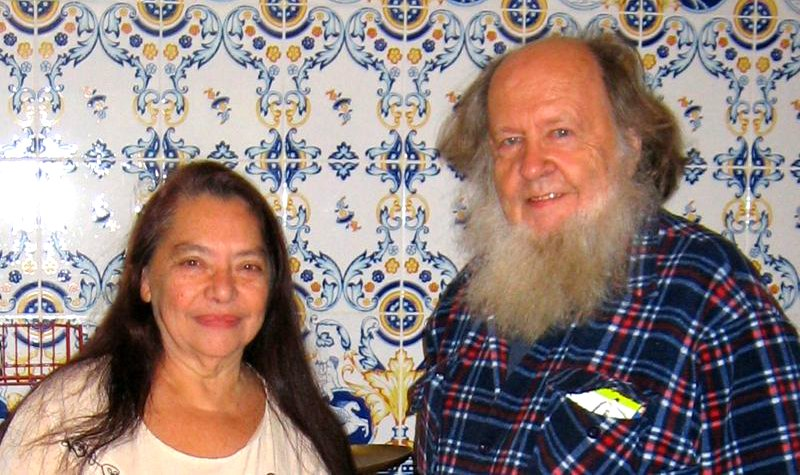
Adrien Douady et son épouse Régine.

Entré deuxième à l'École normale supérieure, il apporte dans la première partie de sa carrière de grandes contributions à la géométrie analytique et collabore à l'association Bourbaki avec son professeur, Henri Cartan. L'une de ses spécialités est la construction de très utiles contre-exemples. Ultérieurement, en collaboration notamment avec John Hamal Hubbard, il réoriente ses recherches vers la théorie des systèmes dynamiques, revivifiant l'étude de l'itération des fractions rationnelles complexes initiée par Fatou et Julia. Comme professeur, puis professeur émérite, à l'université de Paris XI à Orsay, il s'investit aussi beaucoup dans la vulgarisation ; il coréalise plusieurs films scientifiques didactiques, en particulier La Dynamique du lapin, avec François Tisseyre. En collaboration avec sa femme, Régine Douady, il écrit un livre très original sur les revêtements et la théorie de Galois.
Il était membre correspondant de l'Académie des sciences depuis 1997.
Son nombre d'Erdős est 2 en ayant co-écrit avec Jacques Dixmier.

## Personnalité

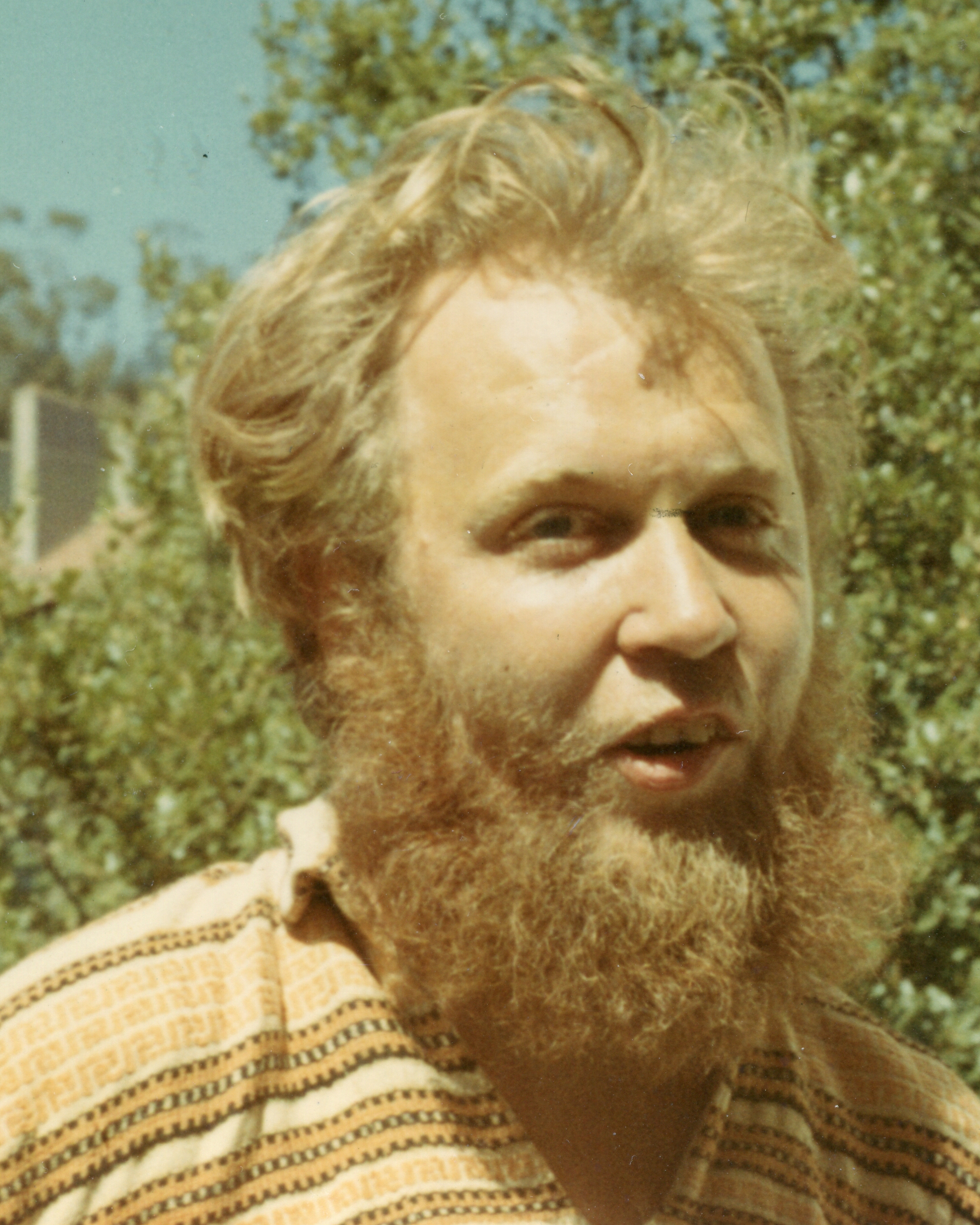
Adrien Douady en 1968.

Il avait une personnalité très blagueuse : sa thèse d'État commence par un zeugma humoristique : « Soit X un espace analytique complexe. Le but de ce travail est de munir son auteur du grade de docteur-ès-sciences mathématiques et l'ensemble H(X) des sous espaces analytiques compacts de X d'une structure d'espace analytique. »
Il a eu trois enfants, Raphaël (mathématicien et économiste), Diane (professeur de robotique) et César (informaticien spécialiste de l'image). Il était lui-même le petit-fils du zoologiste Rémy Perrier, le petit-neveu du zoologiste Edmond Perrier, le fils du médecin Daniel Douady, l'oncle du physicien Stéphane Douady et le grand-oncle de la grimpeuse Luce Douady.

## Œuvres

### Textes pédagogiques pour le deuxième et troisième cycle universitaire
- Régine et Adrien Douady, Algèbre et théories galoisiennes [détail des éditions]
- Adrien Douady et John H. Hubbard Étude dynamique des polynômes complexes Société mathématique de France 2007  (ISSN 1629-4939)
- Adrien Douady et John H. Hubbard Exploring the Mandelbrot set. The Orsay Notes. Publ. Math. Orsay. (1984-85)

### Recherche

#### 1960-1980
- Adrien Douady Le Problème des modules pour les sous-espaces analytiques compacts d'un espace analytique donné (thèse), Ann.Inst.Fourier (Grenoble), 16 (1966), 1-95.
- Adrien Douady Le problème des modules locaux pour les espaces C-analytiques compacts, Ann. Sci. École Norm. Sup. 7 (1974) p. 569–602
- Adrien Douady exposé no 1 : Variétés à bord anguleux et voisinages tubulaires ; exposé no 2 : Théorèmes d’isotopie et de recollement ; exposé no 3 : Arrondissement des arêtes. Séminaire Cartan 1961/62
- Adrien Douady et Jacques Dixmier, « Champs continus d'espaces hilbertiens et de C*-algèbres », Bull. Soc. Math. France, vol. 91, 1963, p. 227–284
- Adrien Douady Détermination d’un groupe de Galois C. R. Acad. Sci. Paris 258 (1964) p. 5305–5308
- Adrien Douady Espace des sous-modules d’un module de Banach C. R. Acad. Sci. Paris 258 (1964) p. 5783–5785.
- Adrien Douady Le problème des modules pour les variétés analytiques complexes, d’après M. Kuranishi exposé no 277 au séminaire Bourbaki de décembre 1964.
- Adrien Douady et Michel Lazard, « Espaces fibrés en algèbres de Lie et en groupes », Invent. Math., vol. 1, 1966, p. 133–151.
- Adrien Douady Flatness and privilege Enseignement Math. 14 (1968) p. 47–74.
- Adrien Douady, Jacques Frisch et André Hirschowitz Recouvrements privilégiés Ann. Inst. Fourier 22 (1972) p. 59–96
- Adrien Douady Le théorème des images directes de Grauert (d’après Kiehl-Verdier) Séminaire Bourbaki, 24e année (1971/1972), Exp. no 404, p. 73–87, Lecture Notes in Math. Vol. 317 Springer Berlin, 1973.
- Adrien Douady Quelques problèmes de modules Séminaire de géométrie analytique de l’École normale supérieure de Paris, 1971-1972, p. 49–62, Astérisque no 16, Soc. Math. France, Paris, 1974.

#### 1981-2006
- Adrien Douady Systèmes dynamiques holomorphes Séminaire Bourbaki, novembre 1982
- Adrien Douady et John H. Hubbard Itération des polynômes quadratiques complexes C.R. de l’Académie des sciences, t. 294, ser. 1 (1982) p. 123-126.
- Adrien Douady Veins of the Mandelbrot set Abstracts from workshop on rational maps, MSRI, Berkeley, CA (USA), march 26-30, 1984.
- Adrien Douady Étude dynamique des polynômes quadratiques complexes et ses réinvestissements Conference, SMF annual day, january 26, 1985
- Adrien Douady et John H. Hubbard On the dynamics of polynomial-like mappings Ann. Sci. Ec. norm. sup. Vol. 18 (1985) p. 287-344.
- Adrien Douady Algorithms for computing angles in the Mandelbrot set Proc. of the Conference on chaotic dynamics, Georgia Tech., Atlanta (USA), avril 1985.
- Adrien Douady et Clifford J. Earle (de), « Conformally natural extension of homeomorphisms of the circle », Acta Math., vol. 157, no 1, 1986, p. 23-48
- Bodil Branner et Adrien Douady Surgery on complex polynomials Lecture Notes in Mathematics, 1988, volume 1345, Holomorphic Dynamics, p. 11-72
- Adrien Douady Descriptions of compact sets in C, Topological methods in modern mathematics (Stony Brook, NY, 1991), 429-465, Publish or Perish, Houston, TX, 1993.
- Adrien Douady et John H. Hubbard A proof of Thurston's topological characterization of rational functions Acta Mathematica (1993) p. 263-297
- Adrien Douady, Pierrette Sentenac et Michel Zinsmeister Implosion parabolique et dimension de Hausdorff Comptes rendus de l'Académie des sciences - Series I - Mathematics Volume 325, Issue 7, octobre 1997, pages 765-772

### Vulgarisation
- « Déterminisme et indéterminisme dans un modèle mathématique », dans A. Dahan-Dalmedico, J.-L. Chabert et K. Chemla (dir.), Chaos et Déterminisme, Seuil, coll. « Points Sciences », 2003, p. 11-18